# Tafilete
O Tafilete, Tafilalt ou Tafilalet (pronúncia: "tafilalte"; em árabe: تافيلالت‎), é uma região histórica do sudeste de Marrocos, constituída por um conjunto de oásis ao longo dos vales dos uádis (rios) Ziz e Ghéris. Em traços largos, segundo a divisão administrativa atual, a região corresponde à província de Errachidia, (antigamente Ksar-es-Souk), a qual faz parte da região de Mequinez-Tafilete.
Por vezes referido como um dos maiores oásis do mundo, o Tafilete é o mais importante dos oásis do Saara marroquino. É célebre pelas suas tâmaras, grandes e saborosas, que foram introduzidas na região em meados do século XIII por Haçane Adaquil (Al-Hesn d-Dakhl), um antepassado dos atuais reis de Marrocos originário de Iambo, no Hejaz (Arábia Saudita), trazido pelos habitantes de para ser o seu imame. O êxito das tâmaras contribuiu para a riqueza e poder da dinastia local, que ainda é patente nos numerosos alcáceres (ksour) e casbás (cidadelas ou castelos) da região.
O gentílico do Tafilete é "filali" ou "hilali". Este último termo está ligado à tradição dos habitantes nativos serem descendentes da tribo árabe dos Banu Hilal. Tafilete significa "país dos hilali".

## História
A região foi um centro de comércio importante durante vários séculos, sendo um dos principais pontos de acesso ao deserto do Saara e um dos lugares de intercâmbio entre o norte o extremo sul de Marrocos, na chamada "Rota do Sal". Era pelo Tafilete que passava o tráfico de ouro, especiarias, sal, armas, tecidos e escravos provenientes do chamado "Sudão" (balad es-soûdân, "país dos negros"), ou seja, do Mali, Níger e da costa do Golfo da Guiné. Tipicamente, as caravanas partiam do Tafilete rumo a sul, atravessando o Saara carregadas de tecidos, armas e especiarias, que trocavam em Tagaza, no que é atualmente o norte do Mali, por sal extraído das minas locais. O sal era a mercadoria mais preciosa na etapa seguinte, a África Ocidental, onde no início do século XIX, uma libra (0,37 ou 0,45 kg) era trocada por uma onça (31,1 gramas) de ouro. Além de ouro, o sal era também trocado por escravos, pelo menos até ao século XIX, quando as autoridades colonialistas europeias puseram fim ao tráfico de escravos. O caminho de volta era feito pelo antigo Império do Gana, passando por Tombuctu e, por vezes, pelo sul da Líbia, onde o comércio de escravos perdurou até à ocupação italiana em 1911.
Essas viagens comerciais eram muito longas. Tagaza ficava a 20 dias de camelo do Tafilete e Tombuctu a 60 dias. Os mercadores ausentavam-se durante períodos que podiam chegar a um ano se passassem pela Líbia. O contacto com outras culturas contribuiu para que o Tafilete fossem frequentemente uma das regiões mais instáveis do império marroquino, devido às suas tendências separatistas e às querelas religiosas. Os filali aderiram à heresia carijita no século VIII, adotando uma versão berbere do Alcorão (o Islão ortodoxo proíbe qualquer tradução da revelação divina de Alá a Maomé feita em árabe). Mais tarde, no século XV, foi uma revolta de marabutos do Tafilete que esteve na origem da queda da dinastia saadiana.
A riqueza dos filali é lendária, e ainda hoje é comum que até as raparigas de famílias mais modestas tenham mais joias de ouro do que muitas mulheres de famílias abastadas de outras partes de Marrocos.

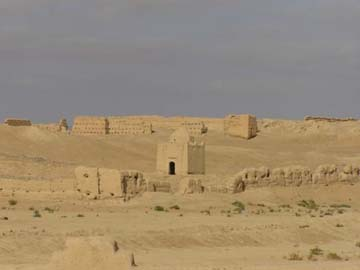
Ruínas de Sijilmassa

A antiga cidade de Sijilmassa, cujo nome de origem berbere significa "lugar que domina a água", foi fundada em 757 por berberes do clã Banu Midrar da tribo Micnasa, na rota das caravanas que ligava o Níger a Tânger através do Saara e do Atlas, situada a norte. Foi uma cidade próspera, e apesar de ter sido destruída, as suas ruínas ainda se estendem ao longo de 8 km nas margens do Ziz, junto à aldeia de Ifli. Segundo crónicas medievais, demorava-se meio dia só para percorrer a rua principal desta cidade "situada a 10 dias de jornada de Fez através do Atlas".
A região teve um papel de grande relevo na história marroquina, pois foi em Sijilmassa que surgiu em 1631 a dinastia alauita, também chamada filali, que ainda hoje reina em Marrocos. O atual (2014) rei Maomé VI é um descendente direto de Mulei Ali Xarife, o fundador da dinastia filali. A partir de 1648, tornou-se um costume dos sultões marroquinos enviar (ou exilar) os seus filhos e filhas menos importantes ou mais problemáticos para o Tafilete.
O Tafilete foi lugar de passagem e de estadia de viajantes e eruditos medievais famosos, como ibne Batuta, que passou por Sijilmassa no século XIV na sua viagem de Fez para o "país dos negros", e por Leão, o Africano no século XVI. O primeiro europeu a visitar a região na era moderna foi René Caillié, um explorador francês que por ali esteve em 1828. Seguiu-se-lhe o alemão Friedrich Gerhard Rohlfs em 1864 e o britânico Walter Burton Harris, que descreveu a região no seu livro "Tafilet: The Narrative of a Journey of Exploration in the Atlas Mountains and the Oases of the North-West Sahara", publicado em Londres em 1895.
Foi no Tafilete que nasceu em 1890 o rabino sefardita e cabalista Yisrael Abuhatzeira, mais conhecido pelos seu nome árabe Baba Sali ou Baba Salé.

## Tafilete na atualidade

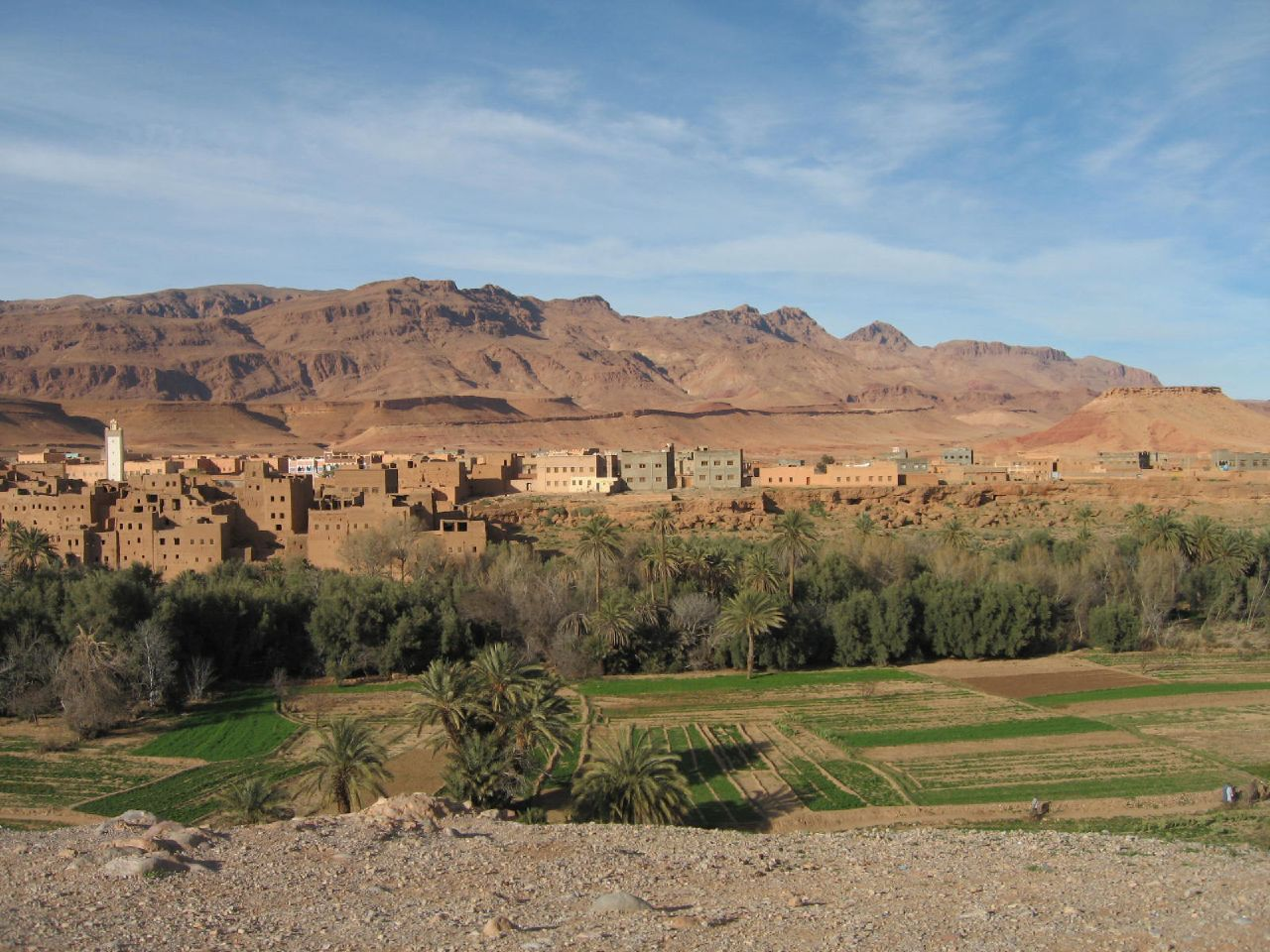
Vista de Erfoud, uma das principais cidades do Tafilete

O estabelecimento da fronteira entre a Argélia e Marrocos e o fim das caravanas de camelos saarianas teve impactos muito negativos na economia da região e por vezes a zona fronteiriça é fonte de tensão entre os dois países.[carece de fontes?]
As secas prolongadas das últimas décadas e a doença de Bayoud, uma fusariose das tamareiras causada por fungos do género Fusarium têm causado grandes danos à produção de tâmaras, o que contribui ainda mais para as dificuldades de subsistência das populações locais que têm vindo a declinar acentuadamente. A maior parte das famílias de agricultores não tem mais do que 30 árvores, as quais produzem pouco mais de mil quilos de tâmaras num ano favorável, os quais rendiam cerca de 6 000 dirrãs (pouco mais de 500 euros e cerca de  1 500 reais) em meados da década de 2000.
A fusariose constitui uma grave ameaça para os palmeirais do sul de Marrocos, uma das fontes mais importantes de rendimento das regiões desérticas, pois além de matar as árvores infetadas em cerca de um ano, o espaço aberto pelas árvores mortas deixa o resto dos palmeirais mais vulneráveis ao vento e, consequentemente, à seca e à invasão de areia. Não há remédio economicamente viável para a doença e o mais que os agricultores podem fazer é isolar as árvores infetadas cavando uma vala em seu redor, já que o principal meio de transmissão dos fungos é através das raízes. Na década de 2000, a esperança estava depositada no desenvolvimento de estirpes de tamareiras resistentes ao fungo, algo que estava a ser tentado por cientistas marroquinos e franceses em colaboração com a empresa petrolífera Total. Os cientistas já conseguiram obter uma variedade de tamareira resistente à fusariose, mas ela tem um problema grave: o sabor dos seus frutos é horrível.